# Trzyciąż
Trzyciąż – wieś w Polsce położona w województwie małopolskim, w powiecie olkuskim, w gminie Trzyciąż, przy drodze wojewódzkiej nr 794.
W latach 1975–1998 miejscowość administracyjnie należała do województwa krakowskiego. Miejscowość jest siedzibą gminy Trzyciąż.

## Historia
Pierwsza wzmianka o wsi pochodzi z 1228. Zachowały się pojedyncze zabudowania pochodzące z końca XIX w. lub początku XX w. Kilka z nich pokrytych jest strzechą. We wsi znajduje się przebudowany zespół zabudowań po dawnym dworze, który przez ostatnie lata był siedzibą szkoły rolniczej.
7 sierpnia 1944 żandarmeria niemiecka spacyfikowała wieś. W wyniku akcji śmierć poniosło 14 osób.

## Sport
W Trzyciążu znajduje się klub piłkarski ULKS Dłubnia Trzyciąż grający w olkuskiej klasie „A”.

## Gospodarka
W Trzyciążu największymi pracodawcami są :
- Zakłady Kablowe BITNER Sp. z o.o. – produkcja kabli, ok. 600 pracowników
- Firma Interkrąż – produkcja krążników do przenośników taśmowych, ok. 130 pracowników[6]
- Grupa Expozytor s.c - Produkcja systemów ekspozycyjnych, ok. 60 pracowników